# Camptozygum aequale
Camptozygum aequale är en insektsart som först beskrevs av Charles Joseph de Villers 1789.  Camptozygum aequale ingår i släktet Camptozygum och familjen ängsskinnbaggar. Arten är reproducerande i Sverige. Inga underarter finns listade i Catalogue of Life.